# Актауська міська адміністрація
Акта́уська міська адміністрація (каз. Ақтау қаласы әкімдігі, рос. Актауская городская администрация) — адміністративна одиниця у складі Мангистауської області Казахстану. Адміністративний центр — місто Актау.

## Населення
Населення — 259365 осіб (2021; 169809 у 2009, 144798 у 1999, 160930 у 1989).
Національний склад (станом на 2016 рік):
- казахи — 132319 осіб (71,16 %)
- росіяни — 35631 особа (19,16 %)
- азербайджанці — 5290 осіб
- українці — 1853 особи
- лезгини — 1815 осіб
- татари — 1474 особи
- вірмени — 1047 осіб
- узбеки — 996 осіб
- корейці — 669 осіб
- чеченці — 638 осіб
- каракалпаки — 524 особи
- киргизи — 370 осіб
- грузини — 361 особа
- німці — 277 осіб
- удіни — 227 осіб
- білоруси — 208 осіб
- осетини — 181 особа
- інші — 2075 осіб

## Історія
В радянські часи існувала Шевченківська міська рада обласного підпорядкування, адже місто Актау називалось Шевченко. 1993 року утворено Актауську міську адміністрацію, до складу якої увійшов також Баяндинський сільський округ колишньої Форт-Шевченківської міської ради обласного підпорядкування. 2007 року цей сільський округ був переданий до складу новоутвореного Мунайлинського району.

## Склад
До складу адміністрації входять місто Актау та 1 сільський округ:
| Поселення                   | Площа, км² | Населення, осіб (1989) | Населення, осіб (1999) | Населення, осіб (2009) | Населення, осіб (2021) | Центр   | Населені пункти |
| --------------------------- | ---------- | ---------------------- | ---------------------- | ---------------------- | ---------------------- | ------- | --------------- |
| Актау, місто                | -          | 159245                 | 143396                 | 166962                 | 251855                 | -       | 1               |
| Умірзацький сільський округ | -          | 1685                   | 1402                   | 2847                   | 7510                   | Умірзак | 1               |

## Найбільші населені пункти
Населені пункти з чисельністю населення понад 1000 осіб:
| № | Населений пункт | Населення, осіб (1989) | Населення, осіб (1999) | Населення, осіб (2009) | Населення, осіб (2021) |
| - | --------------- | ---------------------- | ---------------------- | ---------------------- | ---------------------- |
| 1 | Актау           | 159245                 | 143396                 | 166962                 | 251855                 |
| 2 | Умірзак         | 1685                   | 1402                   | 2847                   | 7510                   |